# Fosa pterigoidă
Fosa pterigoidă (Fossa pterygoidea) este o depresiune adâncă între cele două lame (laterală și medială) a procesului pterigoid a osului sfenoid, formată prin distanțarea posterioară a acestor lame. În aceată fosă se inseră mușchiul pterigoidian medial (Musculus pterygoideus medialis)